# إريك دويناس
إريك دويناس (بالإنجليزية: Erik Dueñas)‏ هو لاعب كرة قدم أمريكي، ولد في 18 أكتوبر 2004 في لوس أنجلوس في الولايات المتحدة.

## وصلات خارجية
- إريك دويناس على موقع الدوري الأمريكي (الإنجليزية)
- إريك دويناس على موقع قاعدة بيانات كرة القدم.إي يو (الإنجليزية)
- إريك دويناس على موقع Soccerway.com (الإنجليزية)